# Alastair Sim
Alastair Sim, född 9 oktober 1900 i Edinburgh, Skottland, död 19 augusti 1976 i London, England, var en brittisk skådespelare.
F.d. lärare i talekonst gjorde han sin scendebut i London vid 30 års ålder och han var 35 år när han gjorde filmdebut.
Han var en synnerligen begåvad komediaktör. Med sitt sätt att uttrycka sig och sin oefterhärmliga mimik introducerade han en helt ny komedistil på såväl scen som film.

## Filmografi (urval)
- Riverside Murder (1935)
- The Terror (1938)
- Inspektör Hornleigh (1939)
- Kanske ett brott (1948)
- Rampfeber (1949)
- Snurriga skolan (1950)
- Skratt i paradiset (1951)
- Andarnas natt (1951)
- Det är från polisen (1954)
- Skolflickor är vi allihopa (1954)
- Skola för skojare (1960)
- Miljonärskan (1960)